# Амбианы
Амбианы (лат. Ambiani) — кельтское племя белгов, носители латенской культуры.

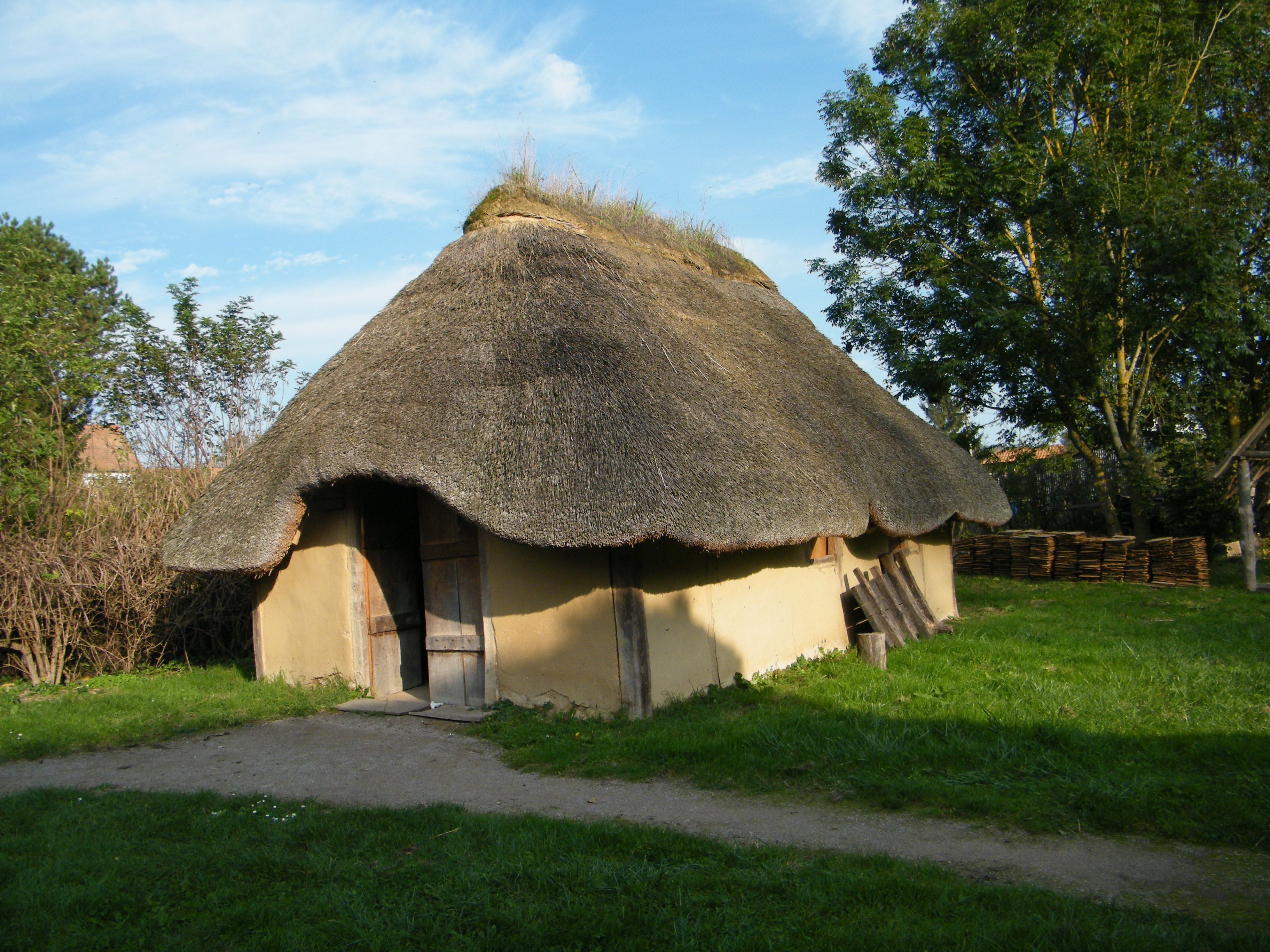
Реконструированный дом амбианов. Пон-Реми, Сомма

Первоначально обитали на правобережье Рейна. В III веке до н. э. амбианы переселились из Рейна и осели у реки Сомма, основав их главный город Самаробриву (ныне Амьен). Там они образовали небольшой союз с моринами и атребатами. Амбианы чеканили собственную монету, недавнее исследование показало что их монета ходила по территории нынешней Франции и южной Англии.
В 52 году до н. э. амбианы наряду с другими галльскими племенами объединились под властью восставшего Верцингеторикса выставив 10 тыс. воинов для противостояния легионам Цезаря. Но в 57 году до н. э. после разгрома Цезарем большинства белгов амбианы добровольно подчинились ему.